# جک پیرس (ورزشکار)
جک پیرس (انگلیسی: Jack Pierce؛ زادهٔ september ۲۳, ۱۹۶۲ (۶۲ سال)) ورزشکار دو و میدانی اهل ایالات متحده آمریکا است.